# Hamza Heriat
Hamza Heriat (en arabe : حمزة حرياط) est un joueur de football algérien né le 6 septembre 1987 à Biskra, en Algérie. Il joue au poste de milieu de terrain à l'AS Khroub.

## Biographie
Hamza Heriat est formé à l'US Biskra. Il évolue avec l'équipe première à compter de 2008. 
Il joue ensuite avec plusieurs clubs de l'élite : l'USM Alger, le CA Batna, le MC Oran, et l'USM Blida.
Il joue plus de 100 matchs en première division algérienne.